# سفيان داود
سفيان داود (بالإنجليزية: Sofiane Daoud)‏ (مواليد 8 يناير 1975 في وهران) لاعب كرة قدم جزائري دولي يجيد اللعب في خط الهجوم . يلعب حاليا لصالح نادي مولودية وهران الجزائري من سنة 2008 .

## روابط خارجية
- سفيان داود على موقع الاتحاد الدولي (مؤرشف)  (الإنجليزية)
- سفيان داود على موقع قاعدة بيانات كرة القدم.إي يو (الإنجليزية)
- سفيان داود على موقع ناشيونال فوتبول تيمز (الإنجليزية)